# Вйонзувка (Мазовецьке воєводство)
Вйонзувка (пол. Wiązówka) — село в Польщі, у гміні Вишогруд Плоцького повіту Мазовецького воєводства.
Населення — 44 особи (2011).
У 1975-1998 роках село належало до Плоцького воєводства.

## Демографія
Демографічна структура станом на 31 березня 2011 року:
|          | Загалом | Допрацездатний вік | Працездатний вік | Постпрацездатний вік |
| -------- | ------- | ------------------ | ---------------- | -------------------- |
| Чоловіки | 22      | 3                  | 16               | 3                    |
| Жінки    | 22      | 3                  | 13               | 6                    |
| Разом    | 44      | 6                  | 29               | 9                    |